# 高度情報科学技術研究機構
一般財団法人高度情報科学技術研究機構（こうどじょうほうかがくけんきゅうきこう 英名 Research organization for Information Science & Technology; RIST）は、原子力関連を中心とした計算機利用の研究開発を行う一般財団法人である。
1981年に設立された財団法人原子力データセンターを前身とし、1995年に現法人名に改称、2012年より一般財団法人に移行。現在は原子力、地球環境等の分野における情報科学技術の高度化、大規模計算機の利用技術の開発、原子力分野の計算コード及びデータベースの提供を主な業務としている。
事業は
- 原子力関連のシミュレーションプログラムの研究開発
- 地球シミュレータや富岳等のスーパーコンピュータの利用支援[2]
  - 特定先端大型研究施設の共用の促進に関する法律に基づく登録施設利用促進機関HPCI[3]（High-Performance Computing Infrastructure[4]の略）運営
- 原子力コード(ソフトウエア)の配布[5]
  - OECD/NEAの原子力コードの配布
  - 日本原子力研究開発機構の原子力コードの配布
  - オークリッジ国立研究所放射線安全情報センター(RSICC)のソフトウエアの配布

等を行っている。ATOMICAのコンテンツの作成を開始時から行っており、原子力広報サイトの再編に伴い運営も行っていたが、平成31年に原子力機構に移管された。
日本原子力研究開発機構 原子力科学研究所構内に所在する東海事務所の他、東京及び神戸に拠点を持つ。

## 参考資料
1. 1 2 3  “一般財団法人　高度情報科学技術研究機構”. www.rist.or.jp. 2023年12月20日閲覧。
2. ↑  “一般財団法人 高度情報科学技術研究機構 神戸センター”. www.rist.or.jp. 2023年12月20日閲覧。
3. ↑  “High Performance Computing Infrastructure”. www.hpci-office.jp. 2023年12月20日閲覧。
4. ↑  “Overview of HPCI | HPCI”. www.hpci-office.jp. 2023年12月20日閲覧。
5. ↑  “原子力コードセンターホームページ”. www.rist.or.jp. 2023年12月20日閲覧。
6. ↑  “一般財団法人　高度情報科学技術研究機構”. www.rist.or.jp. 2023年12月20日閲覧。